# Jan Szpunar
Jan Szpunar (* 30. Oktober 1952 in Kościelisko; † 17. März 2017) war ein polnischer Biathlet, der Mitte der 1970er Jahre erfolgreich international Rennen bestritt.

## Leben
Jan Szpunar war für Legia Zakopane aktiv. Erste Erfolge hatte er als Junior. Bei den Juniorenweltmeisterschaften 1972 in Linthal gewann er an der Seite von Stanisław Karpiel und Ludwik Zięba die Goldmedaille im Staffelrennen vor der Sowjetunion und der DDR. Bei den Juniorenweltmeisterschaften 1973 wiederholte er mit Stanislaw Obrochta und Ludwig Zięba in Lake Placid diesen Erfolg vor Finnland und der Sowjetunion. Zudem wurde er vor Frank Pötter und Obrochta Junioren-Weltmeister im Einzel.
1975 trat Szpunar in Antholz erstmals bei Biathlon-Weltmeisterschaften an und gewann als Startläufer mit Andrzej Rapacz, Ludwik Zięba und Wojciech Truchan im Staffelrennen hinter Finnland und der Sowjetunion die Bronzemedaille. Im Einzel wurde er 24., im Sprint 16. Ein Jahr später wurde er bei den Olympischen Spielen in Innsbruck 19. des Einzels und mit Andrzej Rapacz, Ludwik Zięba und Wojciech Truchan im Staffelrennen 12. Beim letztmals nicht-olympischen Sprint, der als Weltmeisterschaft ausgetragen wurde, belegte Szpunar Rang 13. National gewann Szpunar 1974 den Titel im Einzel.

## Bilanz im Biathlon-Weltcup
Die Tabelle zeigt alle Platzierungen (je nach Austragungsjahr einschließlich Olympische Spiele und Weltmeisterschaften).
- 1.–3. Platz: Anzahl der Podiumsplatzierungen
- Top 10: Anzahl der Platzierungen unter den ersten zehn (einschließlich Podium)
- Punkteränge: Anzahl der Platzierungen innerhalb der Punkteränge (einschließlich Podium und Top 10)
- Starts: Anzahl gelaufener Rennen in der jeweiligen Disziplin

| Platzierung                | Einzel | Sprint | Verfolgung | Massenstart | Team | Staffel | Gesamt |
| -------------------------- | ------ | ------ | ---------- | ----------- | ---- | ------- | ------ |
| 1. Platz                   |        |        |            |             |      |         |        |
| 2. Platz                   |        |        |            |             |      |         |        |
| 3. Platz                   |        |        |            |             |      | 1       | 1      |
| Top 10                     |        |        |            |             |      | 1       | 1      |
| Punkteränge                | 2      | 2      |            |             |      | 1       | 5      |
| Starts                     | 2      | 2      |            |             |      | 1       | 5      |
| Stand: Daten unvollständig |        |        |            |             |      |         |        |